# 国頭朝致
国頭親方朝致（くにがみうぇーかたちょうち、？ - 1635年7月27日）は、琉球王国の官僚。唐名は向鶴齢（しょう　かくれい）を名乗った。元の名乗りは国頭重信（くにがみじゅうしん）。
向氏大宜見殿内と称される貴族家系の家祖である。浦添朝師の子、浦添朝利の兄にあたる。1622年、三司官に選ばれた。
尚豊王は1633年、国頭と喜友名親雲上を明への冊封使として派遣した。国頭はこの際、薩摩による琉球征伐以前と同じく、貢期を3年に2回とすることへの許可を求め、崇禎帝により了承された 。2年後、国頭は帰路で重病を患い、福建省にて没した。